# La Fosse aux Indiens
La Fosse aux Indiens  (titre original en espagnol : Huasipungo) est un roman de l'écrivain équatorien Jorge Icaza paru en 1934. Il s'agit d'une œuvre phare de la littérature indigéniste, mouvement littéraire qui se caractérise par un réalisme particulièrement brutal et une défense des droits des populations autochtones d'Amérique du Sud.

## Résumé
La narration se déroule dans la région des hauts plateaux d'Équateur durant la première moitié du XXe siècle et ses personnages principaux sont les Indiens des huasipungos, c'est-à-dire des communautés agricoles régies par des blancs, magnats locaux qui font preuve d'une extrême cruauté envers leur main d'œuvre indigène. Le roman se termine par un massacre des Indiens à la suite d'un soulèvement en signe de protestation contre leurs conditions de vie déplorables.